# Luka Vušković
Luka Vušković (Spalato, 24 febbraio 2007) è un calciatore croato, difensore del Tottenham, della nazionale Under-19 croata, della nazionale Under-21 croata e della nazionale croata.

## Biografia
Nato a Spalato, anche suo fratello Mario, suo padre Daniel, suo nonno Mario ed il suo bisnonno Marko hanno indossato la maglia dell'Hajduk da calciatori.

## Caratteristiche tecniche
È un difensore centrale rinomato per la sua solidità in marcatura e le eccellenti doti aeree, che sfrutta grazie alla sua statura imponente e forza fisica. È abile sia nel gioco aereo che nei contrasti, dimostrando una notevole capacità di giocare con entrambi i piedi e una precisione nei passaggi che lo rendono un difensore completo e moderno. La sua intelligenza tattica gli permette di anticipare le azioni avversarie e di mantenere il controllo anche sotto pressione, facendone un pilastro della difesa. Considerato uno dei talenti più promettenti nel suo ruolo, nel 2024 è stato inserito nella lista dei migliori sessanta calciatori nati nel 2007 stilata dal The Guardian.

## Carriera

### Club

#### Gli inizi con l'Hajduk Spalato
Cresciuto nell'accademia dell'Hajduk Spalato, il 26 febbraio 2023, al compimento del suo sedicesimo anno di età, firma il suo primo contratto da professionista, che lo lega ai Bili fino al 2026. Due giorni dopo, parte da titolare nella trasferta persa contro la Dinamo Zagabria (4-0), diventando così il più giovane calciatore dell'Hajduk a debuttare in campionato. Così, a 16 anni e due giorni, eguaglia il record di Marko Dabro come il più giovane debuttante in HNL. Tre giorni dopo, fa il suo esordio in Coppa di Croazia nel quarto di finale vinto contro l'Osijek (1-2), segnando anche la sua prima rete con i Majstori s mora e diventando il più giovane marcatore della storia del club in una partita ufficiale.
Termina la stagione 2022-2023 subentrando a Ferro nella finale di Coppa di Croazia vinta contro il Sebenico (2-0), e disputando inoltre la finale di UEFA Youth League contro l'AZ Alkmaar, dove diventa il più giovane marcatore croato nella storia della competizione.

#### La cessione al Tottenham ed i vari prestiti
Il 25 settembre seguente viene annunciato il trasferimento al Tottenham, che sarà ufficialmente registrato nel 2025 al compimento del diciottesimo anno di età. Con questo trasferimento, il giocatore diventa il difensore più costoso della sua età nella storia, nonché il più grande trasferimento in uscita nella storia dell'Hajduk.
Il 31 gennaio 2024 viene ceduto in prestito secco fino al termine della stagione ai polacchi del Radomiak Radom. Il 10 febbraio debutta in campionato subentrando a Mike Cestor nella trasferta persa 6-0 contro il KS Cracovia. Il 4 marzo mette a referto la sua prima rete con la casacca dei Zieloni in occasione della vittoria casalinga ai danni del Stal Mielec (2-1).
Di ritorno dal prestito in Polonia, il 9 luglio dello stesso anno si accasa, fino al termine della stagione, tra le file del Westerlo, per poi debuttare il 28 luglio nella partita casalinga di campionato contro il Cercle Bruges (3-0). Sei giorni dopo mette a referto la sua prima rete con la nuova casacca, va a segno nella trasferta di campionato vinta contro il Malines (2-4). Il 4 ottobre seguente mette a referto una doppietta nel match casalingo di campionato terminato 2-2 contro il Beerschot VA.

### Nazionale
Il 5 settembre 2024, a soli diciassette anni, fa il suo debutto con la Croazia U-21, disputando da titolare il match vinto contro le Fær Øer (2-1), valido per le qualificazioni all'Europeo. Il 15 ottobre seguente trova la prima marcatura con i Mladi Vatreni, sigla la rete per il definitivo 3-2 nella vittoria contro la Grecia, che ha permesso alla squadra di accedere agli spareggi per l'Europeo.
Il 19 maggio 2025 viene inserito dal CT della Croazia, Zlatko Dalić, nella lista dei convocati per i match valevoli per le qualificazioni al Mondiale 2026 contro Gibilterra e Rep. Ceca. Debutta proprio contro quest'ultima il 9 giugno, subentrando a Duje Ćaleta-Car nei minuti finali del match vinto 5-1.

## Statistiche

### Cronologia presenze e reti in nazionale
| Cronologia completa delle presenze e delle reti in nazionale ― Croazia | Cronologia completa delle presenze e delle reti in nazionale ― Croazia | Cronologia completa delle presenze e delle reti in nazionale ― Croazia | Cronologia completa delle presenze e delle reti in nazionale ― Croazia | Cronologia completa delle presenze e delle reti in nazionale ― Croazia | Cronologia completa delle presenze e delle reti in nazionale ― Croazia | Cronologia completa delle presenze e delle reti in nazionale ― Croazia | Cronologia completa delle presenze e delle reti in nazionale ― Croazia |
| Data                                                                   | Città                                                                  | In casa                                                                | Risultato                                                              | Ospiti                                                                 | Competizione                                                           | Reti                                                                   | Note                                                                   |
| ---------------------------------------------------------------------- | ---------------------------------------------------------------------- | ---------------------------------------------------------------------- | ---------------------------------------------------------------------- | ---------------------------------------------------------------------- | ---------------------------------------------------------------------- | ---------------------------------------------------------------------- | ---------------------------------------------------------------------- |
| 9-6-2025                                                               | Osijek                                                                 | Croazia                                                                | 5 – 1                                                                  | Rep. Ceca                                                              | Qual. Mondiali 2026                                                    | -                                                                      | 87’                                                                    |
| Totale                                                                 |                                                                        | Presenze                                                               | 1                                                                      |                                                                        | Reti                                                                   | 0                                                                      |                                                                        |

| Cronologia completa delle presenze e delle reti in nazionale ― Croazia under 21 | Cronologia completa delle presenze e delle reti in nazionale ― Croazia under 21 | Cronologia completa delle presenze e delle reti in nazionale ― Croazia under 21 | Cronologia completa delle presenze e delle reti in nazionale ― Croazia under 21 | Cronologia completa delle presenze e delle reti in nazionale ― Croazia under 21 | Cronologia completa delle presenze e delle reti in nazionale ― Croazia under 21 | Cronologia completa delle presenze e delle reti in nazionale ― Croazia under 21 | Cronologia completa delle presenze e delle reti in nazionale ― Croazia under 21 |
| Data                                                                            | Città                                                                           | In casa                                                                         | Risultato                                                                       | Ospiti                                                                          | Competizione                                                                    | Reti                                                                            | Note                                                                            |
| ------------------------------------------------------------------------------- | ------------------------------------------------------------------------------- | ------------------------------------------------------------------------------- | ------------------------------------------------------------------------------- | ------------------------------------------------------------------------------- | ------------------------------------------------------------------------------- | ------------------------------------------------------------------------------- | ------------------------------------------------------------------------------- |
| 5-9-2024                                                                        | Zagabria                                                                        | Croazia under 21                                                                | 2 – 1                                                                           | Fær Øer under 21                                                                | Qual. Europeo Under-21 2025                                                     | -                                                                               |                                                                                 |
| 10-9-2024                                                                       | Karlovac                                                                        | Croazia under 21                                                                | 0 – 2                                                                           | Portogallo under 21                                                             | Qual. Europeo Under-21 2025                                                     | -                                                                               |                                                                                 |
| 11-10-2024                                                                      | Koprivnica                                                                      | Croazia under 21                                                                | 2 – 0                                                                           | Andorra under 21                                                                | Qual. Europeo Under-21 2025                                                     | -                                                                               | 90’                                                                             |
| 15-10-2024                                                                      | Koprivnica                                                                      | Croazia under 21                                                                | 3 – 2                                                                           | Grecia under 21                                                                 | Qual. Europeo Under-21 2025                                                     | 1                                                                               |                                                                                 |
| 15-11-2024                                                                      | Tbilisi                                                                         | Georgia under 21                                                                | 1 – 0                                                                           | Croazia under 21                                                                | Qual. Europeo Under-21 2025                                                     | -                                                                               |                                                                                 |
| 19-11-2024                                                                      | Fiume                                                                           | Croazia under 21                                                                | 3 – 2 (6 – 7 dtr)                                                               | Georgia under 21                                                                | Qual. Europeo Under-21 2025                                                     | -                                                                               |                                                                                 |
| 19-3-2025                                                                       | Doha                                                                            | Australia under 21                                                              | 2 – 1                                                                           | Croazia under 21                                                                | Amichevole                                                                      | -                                                                               | cap. 60’                                                                        |
| 22-3-2025                                                                       | Doha                                                                            | Croazia under 21                                                                | 3 – 2                                                                           | Egitto under 21                                                                 | Amichevole                                                                      | -                                                                               |                                                                                 |
| 25-3-2025                                                                       | Doha                                                                            | Thailandia under 21                                                             | 1 – 3                                                                           | Croazia under 21                                                                | Amichevole                                                                      | 1                                                                               | 46’                                                                             |
| Totale                                                                          |                                                                                 | Presenze                                                                        | 9                                                                               |                                                                                 | Reti                                                                            | 2                                                                               |                                                                                 |

| Cronologia completa delle presenze e delle reti in nazionale ― Croazia under 19 | Cronologia completa delle presenze e delle reti in nazionale ― Croazia under 19 | Cronologia completa delle presenze e delle reti in nazionale ― Croazia under 19 | Cronologia completa delle presenze e delle reti in nazionale ― Croazia under 19 | Cronologia completa delle presenze e delle reti in nazionale ― Croazia under 19 | Cronologia completa delle presenze e delle reti in nazionale ― Croazia under 19 | Cronologia completa delle presenze e delle reti in nazionale ― Croazia under 19 | Cronologia completa delle presenze e delle reti in nazionale ― Croazia under 19 |
| Data                                                                            | Città                                                                           | In casa                                                                         | Risultato                                                                       | Ospiti                                                                          | Competizione                                                                    | Reti                                                                            | Note                                                                            |
| ------------------------------------------------------------------------------- | ------------------------------------------------------------------------------- | ------------------------------------------------------------------------------- | ------------------------------------------------------------------------------- | ------------------------------------------------------------------------------- | ------------------------------------------------------------------------------- | ------------------------------------------------------------------------------- | ------------------------------------------------------------------------------- |
| 15-11-2023                                                                      | Rovigno                                                                         | Armenia under 19                                                                | 1 – 2                                                                           | Croazia under 19                                                                | Qual. Europeo Under-19 2024                                                     | -                                                                               |                                                                                 |
| 18-11-2023                                                                      | Rovigno                                                                         | Croazia under 19                                                                | 2 – 0                                                                           | Fær Øer under 19                                                                | Qual. Europeo Under-19 2024                                                     | -                                                                               |                                                                                 |
| 21-11-2023                                                                      | Rovigno                                                                         | Croazia under 19                                                                | 0 – 0                                                                           | Israele under 19                                                                | Qual. Europeo Under-19 2024                                                     | -                                                                               |                                                                                 |
| 20-3-2024                                                                       | Varaždin                                                                        | Croazia under 19                                                                | 2 – 1                                                                           | Germania under 19                                                               | Qual. Europeo Under-19 2024                                                     | -                                                                               |                                                                                 |
| 23-3-2024                                                                       | Varaždin                                                                        | Turchia under 19                                                                | 2 – 1                                                                           | Croazia under 19                                                                | Qual. Europeo Under-19 2024                                                     | -                                                                               | 23’                                                                             |
| Totale                                                                          |                                                                                 | Presenze                                                                        | 5                                                                               |                                                                                 | Reti                                                                            | 0                                                                               |                                                                                 |

| Cronologia completa delle presenze e delle reti in nazionale ― Croazia under 17 | Cronologia completa delle presenze e delle reti in nazionale ― Croazia under 17 | Cronologia completa delle presenze e delle reti in nazionale ― Croazia under 17 | Cronologia completa delle presenze e delle reti in nazionale ― Croazia under 17 | Cronologia completa delle presenze e delle reti in nazionale ― Croazia under 17 | Cronologia completa delle presenze e delle reti in nazionale ― Croazia under 17 | Cronologia completa delle presenze e delle reti in nazionale ― Croazia under 17 | Cronologia completa delle presenze e delle reti in nazionale ― Croazia under 17 |
| Data                                                                            | Città                                                                           | In casa                                                                         | Risultato                                                                       | Ospiti                                                                          | Competizione                                                                    | Reti                                                                            | Note                                                                            |
| ------------------------------------------------------------------------------- | ------------------------------------------------------------------------------- | ------------------------------------------------------------------------------- | ------------------------------------------------------------------------------- | ------------------------------------------------------------------------------- | ------------------------------------------------------------------------------- | ------------------------------------------------------------------------------- | ------------------------------------------------------------------------------- |
| 20-10-2022                                                                      | Parenzo                                                                         | Galles under 17                                                                 | 2 – 0                                                                           | Croazia under 17                                                                | Qual. Europeo Under-17 2023                                                     | -                                                                               | 79’                                                                             |
| 23-10-2022                                                                      | Parenzo                                                                         | Croazia under 17                                                                | 1 – 0                                                                           | Albania under 17                                                                | Qual. Europeo Under-17 2023                                                     | -                                                                               |                                                                                 |
| 26-10-2022                                                                      | Parenzo                                                                         | Croazia under 17                                                                | 2 – 2                                                                           | Svezia under 17                                                                 | Qual. Europeo Under-17 2023                                                     | 1                                                                               |                                                                                 |
| 10-2-2023                                                                       | Parenzo                                                                         | Danimarca under 17                                                              | 4 – 4                                                                           | Croazia under 17                                                                | Amichevole                                                                      | -                                                                               | cap. 67’                                                                        |
| Totale                                                                          |                                                                                 | Presenze                                                                        | 4                                                                               |                                                                                 | Reti                                                                            | 1                                                                               |                                                                                 |

## Palmares

### Club

#### Competizioni nazionali
- Coppa di Croazia: 1

Hajduk Spalato: 2022-2023